# 日本キリスト教協議会
日本キリスト教協議会（にほんキリストきょうきょうぎかい、英語: National Christian Council Japan, NCC）は、日本のキリスト教エキュメニカル運動団体である。前身は、1923年（大正12年）に日本のプロテスタントキリスト教諸教派・団体の相互連携と海外教会との連絡を目的に設立された日本基督教連盟である。
1948年（昭和23年）には、日本基督教団からのプロテスタント諸教派の再分立などに伴い、日本基督教協議会として再び設立、その後、日本キリスト教協議会と改名し、現在に至る。略称は同じくNCCである。日本基督教団、日本聖公会、日本福音ルーテル教会、日本バプテスト連盟、日本バプテスト同盟、在日韓国基督教会、日本キリスト教会の7教団と日本YMCA同盟、日本YWCAなど約30のキリスト教系市民団体で構成されている。

## 活動内容
基本姿勢は「日本国家によるアジア・太平洋地域への侵略戦争に協力した日本基督教連盟から続く過去の歴史を自らのものとして受け止め、神とアジア・太平洋地域の人々になした罪責を告白し、正義と信頼に基づいた平和な関係を築く努力を続けます。」というものである。
日本のキリスト教界が太平洋戦争（大東亜戦争）中、自ら積極的に戦争協力を行なった反省に立ち、戦争を「日本国家による欧米の植民地であるアジア・太平洋地域への侵略戦争」と規定し、日本の戦争犯罪を追及している。特に従軍慰安婦では韓国のキリスト教団体と協力して、国際問題とすることに成功している。
天皇制、有事法制、旧・日本領であった台湾・朝鮮半島などへの植民地政策、原子力発電、慰安婦問題、憲法改正・（愛国心教育を盛り込んだ）教育基本法改定、靖国神社参拝、死刑制度、に対しても、批判的な立場からの取り組みを行なっている。また、従軍慰安婦についても、日本の戦争犯罪を強く追及しており、韓国やインドネシアなどから元・慰安婦の女性たちを招いて、日本政府に抗議を行っている。

2019年に在日大韓基督教会と合同で北朝鮮を訪問し、朝鮮キリスト教連盟のカン・ミョンチョル委員長と協議。平壌の鳳岫教会で礼拝を行い、日本の戦争責任についての謝罪文を朗読し、共に朝鮮半島の統一を祈祷した。NCCの比企敦子・教育部総主事は、平壌産院に設置された乳腺腫瘍研究所や各種教育施設を見て回る中で、北朝鮮の無償医療制度や教育制度などの社会的施策に感動を覚えたと延べ、「朝鮮では、国家によって出産・育児の環境が十分に整えられ、女性たちの社会進出が進んでいることを知った。また、ホームレスも見当たらず、弱者を包み込む優しい社会だと感じた」と語り、「メディアが刷り込んだ『貧しい北朝鮮』という印象はすっかり払拭された。朝鮮の実状をより多くの人々に伝え、日朝市民交流の裾野を広げていきたい」と、賞賛した。しかし北朝鮮の信教の自由や一党独裁についての批判は一切語られていない。

### 声明の発表
2002年（平成14年）1月7日、日本の皇太子徳仁親王・同妃雅子夫妻に長女の愛子内親王誕生に関連したマスメディアによる報道を『狂騒ともいうべき、異常で過剰な天皇及び天皇家への祝意・賛美の宣伝で埋め尽くされた。』と評し『こうした押しつけがましい態度は許されるのか。天皇・皇太子夫妻・皇族はそれほど特別で偉い存在なのか。』として今後、国会・政府・マスコミが祝意の強制・押しつけを行わないように、と抗議した。
2003年（平成15年）、在日韓国人人権宣教協議会や外キ協（外登法問題と取り組む全国キリスト教連絡協議会）と「日本は朝鮮半島分断の受益国であることを認め、植民支配の歴史責任問題を一日も早く解決し、北朝鮮と日本の交渉再開、在日韓国人と朝鮮人に対する差別政策、人権弾圧を中止すべきだ」と共同宣言を発表した。
2004年（平成16年）6月に、日本の国旗「日の丸」・国歌「君が代」の強制に反対する声明を発表した。
2010年（平成22年）8月に同協議会靖国神社問題委員会が平和遺族会全国連絡会・政教分離の侵害を監視する全国会議と共に石原慎太郎・東京都知事（当時）の靖国神社参拝に対して、政教分離を理由に中止を求める共同声明を発表した。
2010年（平成22年）8月13日に韓国キリスト教教会協議会と共同で「韓日強制併合100年　韓国・日本教会共同声明」を発表し、日韓併合条約（大日本帝国による韓国併合）の無効化と日本政府の賠償、朝鮮半島の平和統一に向けた努力等を訴えた。
2010年（平成22年）、韓国キリスト教教会協議会と共同で、日韓併合条約（大日本帝国による韓国併合）の無効化と日本政府の賠償、朝鮮半島分断克服と平和統一に向けた努力を両国政府に促す内容を盛り込んだ「韓日強制併合100年　韓国・日本教会共同声明」を発表した。
2011年（平成23年）8月11日、韓国・ソウル「戦争と女性の人権博物館建設」募金を開始。
2015年（平成27年）4月1日、韓国基督教総連合会などの連名で、軍艦島の世界遺産登録に反対する「日本の帝国支配に関連する世界文化遺産を登録する日本の試みを非難する共同声明」を発表。
2015年（平成27年）10月17日、韓国キリスト教教会協議会と共同声明文を発表。アメリカ合衆国の韓国に対するTHAADミサイル配置や北朝鮮への制裁を非難し、日本に対しても慰安婦問題に関する真の謝罪と賠償を含めた「正しい歴史認識」 の徹底を求めた。
2016年（平成28年）2月17日 、慰安婦問題日韓合意に対して、白紙撤回および「① 明確で公式的な方法での謝罪、② 謝罪の証としての賠償、③ 日本政府保有資料の全面公開と更なる真相究明、④ 歴史教科書への記述と追悼事業」を、韓国だけではなく北朝鮮を含んだ全世界に向けて行うことを求める宣言を発表した。同年8月31日には、「現・政府の『札束で相手の頬を打つ』手法がここにも表れている。『少女像』に込められた被害女性たちの人生の傷がこんな方法で癒されるはずがない。それどころか益々傷を深めることになるであろう。」「『和解・癒し』を実現し、未来を志向したいのであれば、まず我国が犯した罪を認め、被害者に謝罪し、神と世界の前で悔い改めて、出直すことが必要である。」と撤回を求める声明を発表した。
2018年（平成30年）、日本共産党の呼びかけに応じて「広げよう　安倍9条改憲NO!3000万人署名」に信者50名を率いて参加した。
2019年（令和元年）10月21日、天皇即位儀礼の費用を公金から支出する事に対して「天皇制は宗教色が強い。政教分離の原則に反する」と反抗声明を出した。
2022年（令和4年）、暗殺された安倍晋三元首相の国葬計画に対し「世界平和統一家庭連合（旧統一協会）と深い関係を築いてきたことが明らかになりつつある」として反対声明を行った。
2025年（令和7年）、米軍によるイランの核関連施設への攻撃と、それに関連するトランプ大統領の一連の発言への公開抗議書簡をホワイトハウスに送付した。

## 加盟教派・団体

### 教派・教団
日本基督教団、日本聖公会、日本バプテスト連盟、日本福音ルーテル教会、日本バプテスト同盟、在日大韓基督教会、日本キリスト教会

### 団体
日本YMCA同盟、日本YWCA、日本キリスト教婦人矯風会、日本キリスト者医科連盟、日本聖書協会、日本基督教文化協会、キリスト教視聴覚センター

### 准加盟
アジア保健研修所（AHI）、ウェスレー財団、ウエスト東京ユニオンチャーチ、基督教イースト・エイジャ・ミッション、キリスト者政治連盟、キリスト友会日本年会、神戸ユニオンチャーチ、国際基督教大学教会、国際基督教団、CWS JAPAN、ドイツ語福音教会、東京聖書集会、東京ユニオンチャーチ、日本クリスチャンアカデミー、日本自由メソヂスト教団、日本盲人キリスト教伝道協議会、日本友和会、横浜ユニオンチャーチ、早稲田奉仕園（五十音順）

### 部門加盟・参加など
- 教育部
  - 日本ナザレン教団、救世軍が加盟。
- 信仰と職制委員会
  - カトリック中央協議会（司教協議会）との協力。
- 平和・核問題委員会
  - カトリック（カトリック正義と平和協議会）および無教会主義集会から委員出席。
- 靖国神社問題委員会
  - カトリック（カトリック正義と平和協議会）から委員出席。

## 歴代議長
- 小崎道雄：1948年（昭和23年）- 1959年（昭和34年）
- 富田満
- 武藤健
- 大村勇：1966年（昭和41年）- 1968年（昭和43年）
- 李仁夏：1982年（昭和57年）- 1985年（昭和60年）
- 中嶋正昭
- 徳善義和：1997年（平成9年）- 2000年（平成12年）
- 鈴木伶子：2000年（平成12年）- 2006年（平成18年）
- 輿石勇：2006年（平成18年）- 2012年（平成24年）
- 小橋孝一：2012年（平成24年）- 2018年（平成30年）
- 渡部信：2018年（平成30年）-2021年（令和3年）
- 吉高叶：2021年（令和3年）[20] -